# Leopold August Abel
Leopold August Abel (Köthen, 24 maart 1718 - Ludwigslust, 25 augustus 1794) was een Duitse violist en componist. Tevens was hij actief als tekenaar.

## Levensloop
Leopold was afkomstig uit een muzikale familie. Zijn broer Carl Friedrich Abel werd een gevierd gambist en componist, terwijl hun vader Christian Ferdinand Abel naam had gemaakt als gambist. Ook grootvader Clamor Heinrich Abel was actief in de muziek: hij was werkzaam als musicus en componist.

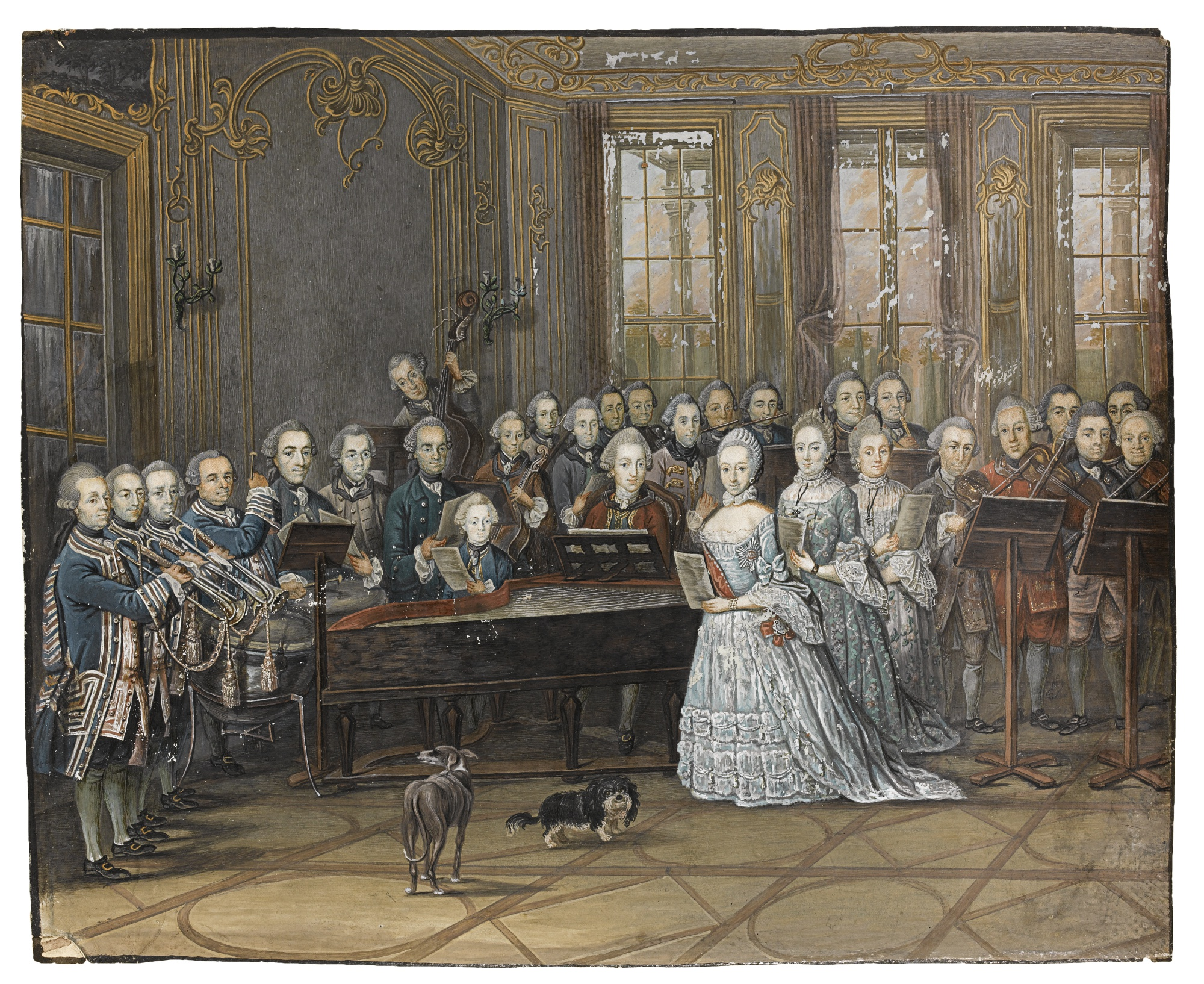
Het hoforkest te Ludwigslust in 1770, getekend door Leopold August Abel. De meest linkse violist is Abel zelf.

Leopold Abel kreeg in 1735 vioolles van de in Dresden gevestigde Franz Benda. In 1745 werkte hij als violist in het hoforkest van Braunschweig en van 1757 tot 1765 als concertmeester in het hoforkest van Schwarzburg-Sondershausen.
In 1766 werd Abel concertmeester van de markgraaf van Brandenburg-Schwedt. Hierna werkte hij in Berlijn met Franz Benda, om in 1769 aangenomen te worden als eerste violist van de hofkapel in Ludwigslust. Hij zou hier werkzaam blijven tot aan zijn overlijden in 1794.
Abel kreeg twee zonen: August Christian Andreas (1751–1834) en Friedrich Ludwig Aemilius (1770-1842). Beiden werden violist in Ludwigslust.

## Werken
Het is niet bekend hoeveel composities Abel heeft geschreven. In Sondershausen zou hij zes symfonieën hebben gecomponeerd, waarvoor hij 42 gulden ontving; deze werken zijn echter alle verloren gegaan.
Onder de bewaard gebleven composities bevinden zich een symfonie (1776) en enkele vioolsonates. Tevens is er een arpeggien voor viool.

### Tekenaar
Abel was niet alleen musicus, maar ook tekenaar. Zo vervaardigde hij gouaches van zichzelf en het hoforkest.